# Pascal Duret
Pour les articles homonymes, voir Duret.
Pascal Duret est un sociologue français.

## Biographie
Spécialiste des pratiques et représentations sociales du sport, de la jeunesse, du corps humain, de l'identité et du couple, Pascal Duret a été chercheur à l'Institut National du Sport et de l'Education Physique (INSEP) et Directeur du laboratoire de sociologie de cet établissement. Il est actuellement professeur à l'université de La Réunion. Il a été le directeur de deux unités de recherche dépendant de cet établissement, le Centre universitaire de recherches en activités physiques et sportives, et le laboratoire des déterminants interculturels de la performance sportive. Il a été directeur de l'Ecole doctorale de sciences humaines et sociales de cette université.
Ses travaux ont été traduits en quatre langues. Il a été expert de plusieurs grands organismes de la recherche publique. Il a notamment été expert à la Mission Interministérielle de la Recherche et de l'Expérimentation (MIRE), puis expert à l’Agence pour l’Evaluation de la Recherche et de l’Enseignement Supérieur (AERES). Expert ou éditeur scientifique de plusieurs revues internationales, il a dirigé une collection aux Presses universitaires de France. Il est membre du comité éditorial de plusieurs revues scientifiques.

## Publications

### Ouvrages scientifiques (sélection)
- DURET P., (1993), L'héroïsme sportif, Paris, P.U.F.
- DURET P., (1996), Anthropologie de la fraternité dans les cités, Paris, P.U.F (collection

le sociologue).
- DURET P., (1999), Les jeunes et l’identité masculine. Paris, PUF, (collection Sociologie

d’aujourd’hui).
- DURET P., (2001) Sociologie du sport, Paris, Armand Colin.

(Traduit en anglais)
- DURET P., ROUSSEL P., Le corps et ses sociologies, 128, Nathan, 2003.

(Traduit, en anglais, en italien, en coréen, en chinois)
- DURET P., (2004), Sociologies du sport, Paris, Payot.
- DURET P., (2005), Les larmes de Marianne, Paris, Armand Colin, 2004 (finaliste du prix Luce Perrot lire la politique assemblée nationale)
- DURET P., (2007), Le couple face au temps, Paris, Armand colin, 2007.

(Primé par le prix Fnac/Le monde de l’essai en sciences humaines ; traduit en anglais).
- DURET P., (2008), La sociologie des sports, Paris, Que-sais-je, PUF. (quatrième édition actualisée 2018)
- DURET P., (2009), Sociologie de la compétition, 128, Nathan.
- DURET P., (2010), S’aimer quand on n’a pas les mêmes valeurs, Paris, Armand Colin.
- DURET P., DELIGNERES D., (1991), Lexique STAPS, Numéro spécial Echanges et

Controverses.
- IRLINGER P., DURET P., LOUVEAU C., VULBEAU A. (1992) Le sport, moi et les autres,

Institut de l’enfance et de la famille, Paris.
- VULBEAU A, IRLINGER P, LOUVEAU C, METOUDI M, DURET P. (1993), Du stade au

quartier, Paris, IDEF/Syros.
- AUGUSTINI M., DURET P., IRLINGER P., LOUVEAU C., MARCELINI A., (1995), Dopage et

Performance sportive, Paris, INSEP.
- DURET P., AUGUSTINI M., (1994), Sports de rue et insertion sociale, Paris, INSEP.
- DELIGNERES D., DURET P., (1995), Nouveau Lexique STAPS, Paris, VIGOT.
- DURET P., GUY A., (1997), Les jeunes en difficultés, Paris, Arleat-Corlet.
- DURET P., LEROYER P. (1998), La course aux médailles olympiques, Paris, Arléa- Corlet.
- DURET P., COUTURIER C., (2000), Enseigner l’EPS : l’identité professionnelle à

l’épreuve du sport, Paris, Centre National d’Etudes sur l’EPS.
- DURET P., TRABAL P. (2001), Le sport et ses affaires, Paris, Métailié, 2001.
- DURET P., BODIN D (2003), Le sport en questions, Paris, Chiron.
- DURET P., BROMBERGER C., LE BRETON D, KAUFMANN J.-C., SINGLY de F., (2005), Un corps pour soi, Paris, P.U.F.
- DURET P., (2011), Faire équipe, Paris, Armand colin.